# Батигін Геннадій Семенович
Геннадій Семенович Батигін (19 лютого 1951, Львів, СРСР — 1 червня 2003, Москва, Росія) — радянський і російський соціолог. Доктор філософських наук, професор. Провідний науковий співробітник Інституту соціології РАН.

## Біографія
Закінчив філософський факультет МДУ 1974 року.
У 1977 році захистив дисертацію на здобуття наукового ступеня кандидата філософських наук на тему «Типологія соціальних показників життя. Методологічні та методичні проблеми» (спеціальність «Прикладна соціологія»).
В 1986 році захистив дисертацію на здобуття наукового ступеня доктора філософських наук на тему «Методологічні проблеми обґрунтування наукового висновку в прикладних соціологічних дослідженнях».
У 1974—2003 роках працював в Інституті соціології РАН.
З 1994 року був головним редактором «Соціологічного журналу».
Професор кафедри соціології факультету гуманітарних та соціальних наук Російського університету дружби народів (1992—2003). Брав активну участь у створенні факультету соціології Московської вищої школи соціальних і економічних наук, його перший декан (1995—1999) та викладач (1995—2003).
Щорічно Інститут соціології РАН проводить методичний семінар пам'яті Г. С. Батигіна (Батигінські читання).

## Основні роботи
- Батигін Г. С. Соціальні показники способу життя радянського суспільства: методологічні проблеми. — М.: Наука, 1980. (Співавт. І. В. Бестужев-Лада, Т. М. Дрідзе та ін).
- Батигін Г. С. Обґрунтування наукового висновку у прикладній соціології. — М.: Наука, 1986.
- Батигін Г. С. Російська соціологія 60-х років у спогадах та документах. — СПб. : Вид-во РХГІ, 1999. (Відп. редактор та автор передмови).
- Батигін Г. С. Соціальні науки в пострадянській Росії. — М.: Академічний проект, 2005. (Відп. ред. та співредактори Л. А. Козлова, Е. М. Свідерський).
- Батигін Г. С., Подвойський Д. Г. Історія соціології: (підручник) / Г. С. Батигін, Д. Г. Подвойський; Федеральне агентство з освіти; Національний фонд з підготовки кадрів. — М.: Видавничий дім «Вища освіта та наука», 2007.
- Лекції з методології соціологічних досліджень. Підручник для вищих навчальних закладів — М.: Аспект-прес, 1995; 2-ге вид. — М: Вид-во РУДН, 2007.